# 鳶山堰
鳶山堰是一座位於台灣新北市境內的攔河堰，由台灣自來水公司第12區管理處管理，座落於大漢溪中游，位於新北市三峽區及鶯歌區交界境內、三峽鳶山之西側，即石門水庫後池堰下游19公里。興建於1983年，主要功能為攔蓄石門水庫放流水後，將之送至板新給水廠加以處理利用，可供新北市400萬人口民生用水。下游六公里另有後村堰，原供農田灌溉用，但在2004年艾利颱風侵襲時沖毀，後村堰並未修復而廢棄。

## 結構
堰體主要結構為18座固定輪閘門，以抬高水位取水。鳶山堰右岸有兩個取水口，灌溉取水口緊靠排砂道，而板新給水廠取水口則位於堰上游右岸邊，於1989年增建，可重力引水；若水位太低無法重力引水時，另以設置6部抽水機採動力抽水方式。

## 主要構造物
- 攔河堰
  - 型式：閘門控制溢流堰
  - 閘墩頂標高:53.5公尺
  - 溢流堰頂標高:46.0公尺(排洪道)
  - 42.5公尺(沖刷道)
  - 排洪道固定輪閘門:15門，寬10x高5.8
  - 沖刷道固定輪閘門:3門，寬10x高9.3
  - 閘墩高:10.5公尺
  - 溢流堰高:3.0公尺
  - 堰全長:246.5公尺
  - 設計排洪量:9,630立方公尺/秒
- 河道放水口
  - 放水口滑動閘門:1門，高1.6x寬1.6
  - 放水口底標高:45.0公尺
  - 設計流量:5.2立方公尺/秒
- 灌溉取水口
  - 取水口滑動閘門:1門，寬1.5x高1.0公尺
  - 取水口底標高:46.30公尺
  - 設計流量:2.1立方公尺/秒
- 取水口
  - 取水口底標高:47.22公尺　
  - 輸水箱涵:2.8x2.8 公尺
- 抽水站
  - 抽水機:6部
  - 抽水量:每日60萬立方公尺

## 相關數據
- 集水區面積:
  - 88平方公里（堰壩至石門水庫之集水面積）
  - 869.4平方公里（包括石門水庫庫壩以上集水面積）

- 滿水位面積:1.76平方公里
- 正常蓄水位標高：51.5公尺
- 滿水位標高:51.6公尺
- 有效容量:
  - 原計畫約126萬立方公尺
  - 1997年測約490萬立方公尺

## 外部連結
- 經濟部水利署北區水資源局全球資訊網-鳶山壩 （页面存档备份，存于）